# Форт-Оранье (Бонайре)
Форт-Оранье — небольшой форт в центре Кралендейка, столицы острова Бонайре. В форте расположены четыре пушки.

## История
Форт Оранье гордится тем, что является первым официальным каменным зданием, воздвигнутым на Бонайре и построенным по заказу Голландской Вест-Индской компании в 1639 году. Это одна из десяти крепостей мира, названных в честь королевского голландского дома Оранских, наряду с фортом в Синт-Эстатиус.
Однако постройка нынешнего форта Оранье датируется не 1639 годом, а после 1816 года. В том же году Нидерланды отвоевали Бонайре у Англии.
Форт Оранье является старейшим зданием на Бонайре, построенное в колониальном голландском вест-индском стиле в 1600-х годах. Пушки, защищающие форт, были сняты с британского военного корабля, который сел на мель у южного побережья Бонэйра. Эти пушки были возвращены во время британской оккупации между 1804 и 1816 годами и были заменены четырьмя нынешними, которые сегодня охраняют набережную. Форт окружен стенами высотой 4 метра и был возведен для защиты Кралендейка от вражеских сил.
В 1932 году здесь был построен каменный маяк, заменивший ранее существовавший деревянный.
В XX веке сооружение использовалось в разных целях, в том числе пожарных и полицейских. На данный момент форт используется как почта.